# Hany
Hany je český film režiséra Michala Samira z roku 2014. Jeho děj se má odehrávat během jednoho večera uvnitř a okolo literárního baru uprostřed velkoměsta. Budeme sledovat jednotlivé postavy v dané chvíli a v tomto místě, jak se jejich osudy zamotávají, střetávají, proplétají ...  Inspirací byl režisérovi jeho oblíbený café bar Hany Bany, slangově jen Hany, v ulici Veleslavínova na Starém Městě. Kvůli blízkosti k Filozofické fakultě, konzervatořím a UMPRUM je bar plný inspirativních mladých lidí. Většina filmových postav má tak reálný základ ve štamgastech této kavárny a jejich jména se shodují s reálnými lidmi, které zde můžete potkat (Jiří, Egon a další)
Film byl nasazen téměř v 70 kinech, během úvodního víkendu jej vidělo 1 655 diváků (tržby činily zhruba 150 tisíc korun).

## Obsazení
| Jiří Kocman           | Jiří     |
| Hana Vagnerová        | Hana     |
| Tereza Vítů           | Hanka    |
| Ondřej Malý           | Miroslav |
| Pavla Tomicová        | Jaruše   |
| Jitka Schneiderová    | Zuzana   |
| Michal Sieczkowski    | Egon     |
| Robert Nizník         | Martin   |
| Boris Carloff         | Marek    |
| Ondřej Mataj          | Danny    |
| Petr Janiš            | Šáde     |
| Marek Adamczyk        | Dušan    |
| Petr Buchta           | Adam     |
| Sandra Černodrinská   | Andrea   |
| Justin Svoboda        | Roman    |
| Štěpánka Fingerhutová | Andělka  |
| Lucie Valenová        | Zorka    |
| Jiří Sádek            | Patrik   |
| Pavel Skřípal         | Šetlík   |
| Petr Kocourek         | Štěpán   |
| Jan Foll              | Semecký  |
| Vojtěch Duřt          | Karel    |
| Jiří Švejda           | Paclík   |
| Karel Zima            | Kittner  |
| Lucie Březovská       | Vikina   |
| Kateřina Pechová      | Adéla    |

## Ocenění
- hlavní cena na festivalu v Oldenburgu[3]
- cena za nejlepší film a cena za nejlepší kameru na festivalu Golden Eye v Tbilisi[4]
- cena za nejlepší kameru (spolu s filmem Místa) na Cenách české filmové kritiky 2014
- nominace na cenu za nejlepší kostýmy na Českém lvu 2014

## Recenze
- Mirka Spáčilová, iDNES.cz
- František Fuka, FFFilm